# George Denison (prêtre)
Pour les articles homonymes, voir Denison.
George Anthony Denison (1805-1896) est un prêtre anglican anglais. Il est archidiacre de Taunton à partir de 1851.

## Biographie
Frère de l'homme politique Evelyn Denison, 1er vicomte Ossington, de l'administrateur colonial William Denison et de l'évêque Edward Denison, il est né le 11 décembre 1805 à Ossington, Nottinghamshire, et fait ses études au Collège d'Eton et à Christ Church, Oxford. En 1828, il est élu membre de l'Oriel College ; et après quelques années comme tuteur, au cours desquelles il est ordonné et nommé vicaire à Cuddesdon, il devient recteur de Broadwindsor, Dorset (1838). Il devient prébendier de Sarum en 1841 et de Wells en 1849. En 1851, il est nommé à East Brent, Somerset, et la même année est nommé archidiacre de Taunton.
Pendant de nombreuses années, Denison représente le parti des ultra-conservateurs non seulement en politique mais aussi dans l'Église, considérant tous les mouvements progressistes en matière d'éducation ou de théologie comme une abomination et rejetant avec véhémence les exégèses critiques depuis l'époque des Essais et Revues (1860) jusqu'à celles de Lux . Monde (1890).
Il meurt le 21 mars 1896 à East Brent.

## Ditch c. Denison

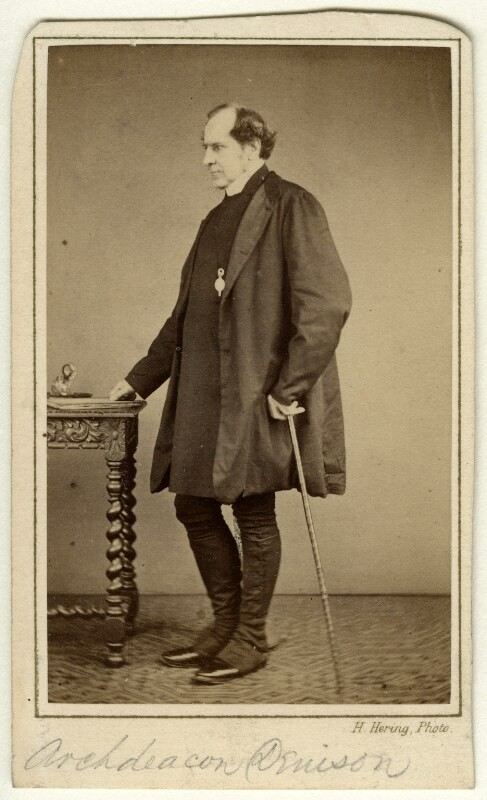
Denison, c. 1860

Les 7 août et 6 novembre 1853, il prêche deux sermons dans la cathédrale de Wells sur la présence réelle du Christ dans l'Eucharistie, prenant une position similaire à celle pour laquelle Edward Bouverie Pusey a été suspendu dix ans auparavant. Il démissionne de son poste d'aumônier examinateur de l'évêque de Bath et Wells en raison de ses opinions eucharistiques prononcées. Un procès sur plainte d'un ecclésiastique voisin s'ensuit et, après diverses complications, Denison est condamné par le tribunal de l'archevêché de Bath (1856). Le jugement n'est pas passé sans contestation et cet automne-là, une protestation est émise en faisant valoir que l'enseignement de Denison est conforme aux meilleures autorités anglicanes. La protestation est signée par quinze des anglo-catholiques les plus éminents de l'époque, dont Pusey, John Keble et John Mason Neale.
En appel, la Cour des Arches et le Conseil privé cassent ce jugement pour un vice de forme.
L’affaire est significative pour les différents écrits sur l’Eucharistie qui suivent. En 1857, avant que la Cour d'appel n'ait rendu sa décision, John Keble écrit l'un de ses ouvrages les plus importants, son traité sur l'adoration eucharistique, en soutien à Denison. Pusey publie sa Doctrine de la présence réelle à l'été 1857.
Le résultat est de faire de Denison un fervent défenseur de l'école rituelle, même si lui-même ne porte jamais de vêtements spécifiques. Il édite The Church and State Review (1862-1865). L’éducation publique laïque et la clause de conscience sont pour lui un anathème. Jusqu'à la fin de sa vie, il reste un protagoniste de la controverse théologique et un ardent combattant contre le latitudinarisme et le libéralisme ; mais les divergences religieuses ou politiques les plus aiguës n'ont jamais brisé ses amitiés personnelles et sa charité chrétienne. Il est le créateur de la Fête de la récolte.